# San Diego Gulls (WHL)

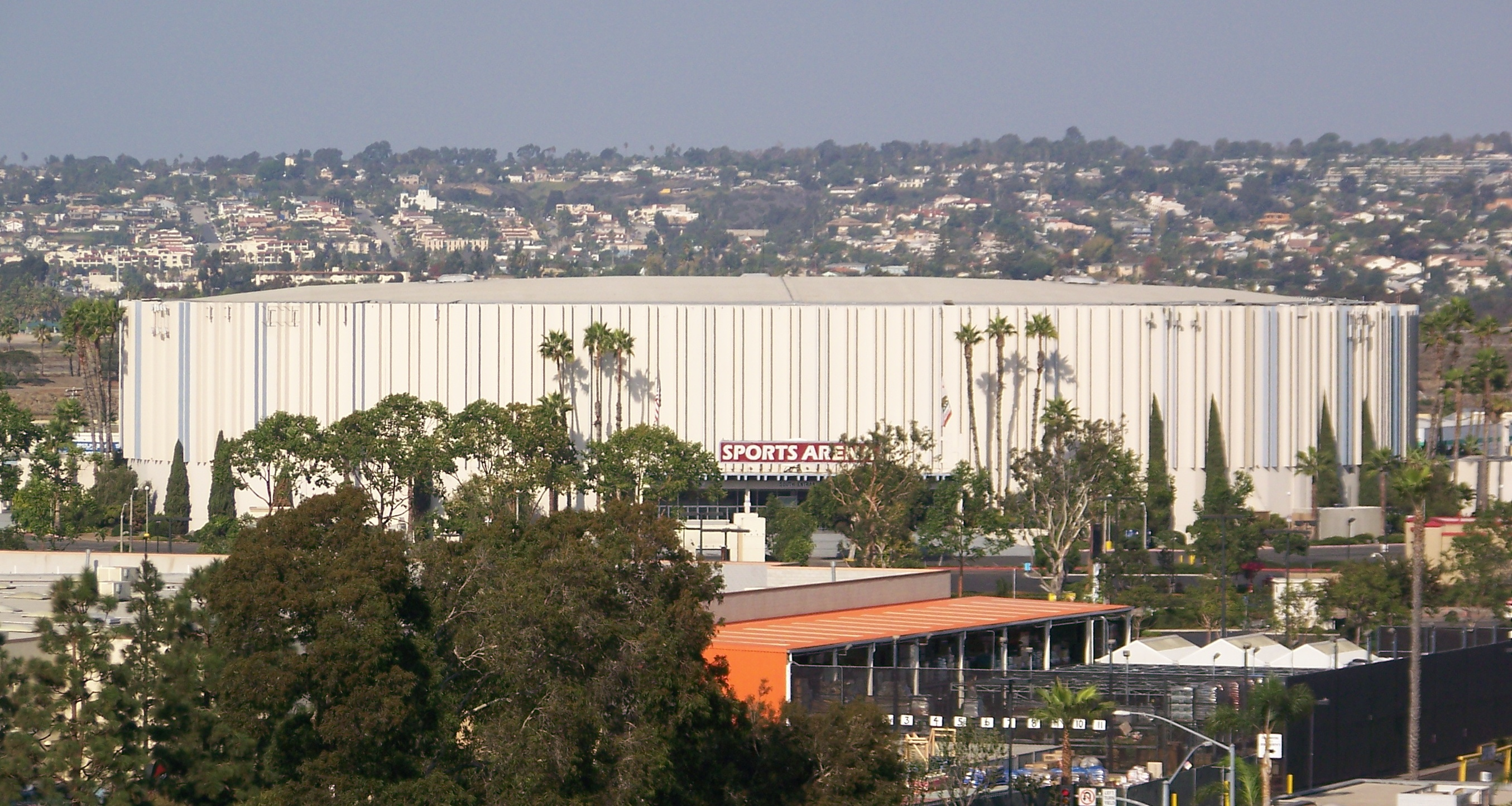
San Diego Sports Arena, das Stadion der Gulls

Die San Diego Gulls waren eine US-amerikanische Eishockeymannschaft aus San Diego, Kalifornien. Sie spielte von 1966 bis 1974 in der Western Hockey League. Ihre Heimspiele trugen sie in der San Diego Sports Arena aus.

## Geschichte
Die San Diego Gulls wurden 1966 als Franchise der Western Hockey League gegründet, in der sie nie über den dritten Platz hinauskamen, den sie in sechs von acht Spielzeiten belegten. In den ersten sechs Jahren von 1966 bis 1972 wurde die Mannschaft von Max McNab trainiert, ehe Jack Evans in den letzten beiden Spielzeiten das Amt als Cheftrainer übernahm. Nachdem die WHL 1974 aufgelöst wurde und die New Jersey Knights aus der konkurrierenden World Hockey Association nach San Diego umgesiedelt wurden, wo sie unter dem Namen San Diego Mariners am Spielbetrieb der WHA teilnahmen, lösten die Verantwortlichen das Franchise auf. 
In der Folgezeit benannten sich weitere Mannschaften aus der International Hockey League, ECHL und einer US-amerikanischen Juniorenliga nach der Mannschaft.

## Saisonstatistik
Abkürzungen: GP = Spiele, W = Siege, L = Niederlagen, T = Unentschieden, OTL = Niederlagen nach Overtime SOL = Niederlagen nach Shootout, Pts = Punkte, GF = Erzielte Tore, GA = Gegentore, PIM = Strafminuten
| Saison  | GP | W  | L  | T  | OTL | SOL | Pts | GF  | GA  | Platz   |
| 1966/67 | 72 | 22 | 47 | 3  | —   | —   | 47  | 222 | 266 | 7., WHL |
| 1967/68 | 72 | 31 | 36 | 5  | —   | —   | 67  | 241 | 336 | 3., WHL |
| 1968/69 | 74 | 33 | 29 | 12 | —   | —   | 78  | 273 | 260 | 3., WHL |
| 1969/70 | 72 | 33 | 29 | 10 | —   | —   | 76  | 263 | 242 | 3., WHL |
| 1970/71 | 72 | 33 | 27 | 12 | —   | —   | 78  | 248 | 223 | 3., WHL |
| 1971/72 | 72 | 32 | 31 | 9  | —   | —   | 73  | 241 | 243 | 4., WHL |
| 1972/73 | 72 | 32 | 29 | 11 | —   | —   | 75  | 239 | 223 | 3., WHL |
| 1973/74 | 78 | 40 | 33 | 5  | —   | —   | 85  | 278 | 281 | 3., WHL |